# Sabatieria furcillata
Sabatieria furcillata Wieser, 1954 è un nematode che appartiene alla famiglia Comesomatidae. La descrizione della specie è stata pubblicata nel 1954 dallo zoologo austriaco Wolfgang Wieser.